# 西山 (廣州)
西山，又稱西坡山，為廣東廣州西边的一個地方，地形為10到20米臺地蝕餘小丘，由獅頭崗、榨油崗、大崗圓等組成，緊鄰十八甫第一津，已成居民區。其北臨流花湖，東為人民北路，西為市少年宮，南為德坭路。
舊日西山離廣州西城只隔金字灣，清兵攻廣州城，即利用西山至高崗一帶城西北高地，架紅衣大炮轟破城牆，清軍即由此攻入廣州城內。史載：
|  | 十一月朔，輦新炮六、七位，列於城西北隅之高崗，橫亙裡許。初二黎明，燃炮轟擊，雉堞全摧。 午刻，城崩數十丈……酉刻，城身漸平……王縱轡逾濠，水及馬腹，即棄馬將登城，萬眾譟呼，肉搏以升，大城乃克，時已二鼓矣。 |

靖南王與平南王入城後，將這一帶變作馬圈：
|  | 順治時，靖南王耿繼茂豢馬於西山，近廄三四裡內，禁民勿得耕種，後移鎮福建，馬廄荒廢，今西關第一津草場汛，洗馬灘、金絲灣諸處，尚沿用舊名。 |

民国时期这带聚居多是从事拾破烂，小贩等的阶层。而在地知名的“别有天”在附近（位于盘福路与长庚路之间）德坭路经营，为广州当时最大的殡葬公司，而私家的棺材铺、殓房、喃呒店、神主牌寄放的灵堂、私人停尸房等就此云集这地方，形成棺材一条街。1986年，英国女皇访问广州，时兴建人民北路高架桥，需要整合虎祥路、长庚路等地，“棺材一条街”就改成人民北路的一段。